# Michelle Phan
Michelle Phan là nhà trang điểm nổi tiếng người Mỹ gốc Việt nhờ đăng tải những đoạn video dạy cách trang điểm và làm đẹp trên YouTube, tên tài khoản cũ của Michelle là "RiceBunny". Cô cũng là gương mặt đại diện trên mạng của hãng mỹ phẩm Lancôme. Hiện tại cô là chuyên gia nữ số một về trang điểm trên YouTube.

## Khởi sự
Michelle (Tiếng Việt: Tuyết Băng) sinh ở Boston, Massachusetts vào ngày 11 tháng 4 năm 1987. Michelle sống ở Massachusetts và California trước khi dời về Tampa, Florida, và đi học trung học ở đó. Khi còn nhỏ, Michelle định học y khoa như mẹ cô mong ước. Nhưng sau đó, Michelle thuyết phục mẹ cho cô học khoa trình bày minh họa. Lúc trước, Michelle là sinh viên và làm nửa giờ như một tiếp viên tại một quán sushi.
Michelle tốt nghiệp từ Trường Cao đẳng Nghệ thuật và Thiết kế Ringling (Ringling College of Art and Design) và Trường Cao đẳng Nghệ thuật và Thiết kế Massachusetts (Massachusetts College of Art and Design).
Michelle có một anh trai tên Steve Phan, một chị dâu tên Promise Tamang, cũng là chuyên viên trang điểm, và một người em gái tên Christine Phan, cũng phụ giúp trong việc thực hiện các video.

## YouTube
Cô tham gia YouTube từ 18 tháng 7 năm 2006 với 1 video tự tạo, và đã thực hiện trên 200 video. Cho đến tháng 10 năm 2012, đã có 650 triệu người xem videos của Michelle và hơn 2 triệu người theo dõi kênh của Michelle. Những chủ đề trang điểm mà Michelle hướng dẫn vô cùng phong phú, từ những bước trang điểm căn bản, trang điểm nhanh 5 phút đến trang điểm trong những dịp đặc biệt như Valentine, Halloween,... và hóa trang thành các nhân vật khác nhau, từ Bạch Tuyết đến Lady Gaga. Đặc biệt là cô tạo cảm thức mới mẻ về vẻ đẹp châu Á.. Cô cho là "chân thật, thanh lịch và nghệ thuật là mô tả video của tôi tốt nhất".
Thành công của Phan trên YouTube đã làm cô nổi tiếng trên báo chí và được công nhận trên toàn cầu, cũng như có một lượng người ái mộ đông đảo. Cô xuất hiện trên số tháng 8 năm 2009 của tạp chí Seventeen Magazine, tạp chí St. Petersburg Times vào ngày 23 tháng 8 năm 2009, the Sun Sentinel vào ngày 24 tháng 8 năm 2009, và trên Blog BellaSugar vào tháng 4 năm 2009. Phan được vinh danh trên báo của Chile vì video Barbie của cô. Gần đây, Phan cũng được nêu danh trong số tháng 5 của tạp chí NYLON magazine. Cô cũng xuất hiện trên tạp chí Forbes Magazine.
Trong năm 2010, Phan được được hãng mỹ phẩm cao cấp Lancôme mời làm gương mặt đại diện trên mạng của hãng, từ đó, các videos của cô bao gồm các sản phẩm làm đẹp của Lancôme.
Michelle Phan đã nhận được giải thưởng "ngôi sao mới" của Women"s Wear Daily Biz năm 2010. Tạp chí Marie Claire của Mỹ cũng đánh giá cô là Nhân vật đáng chú ý dưới tuổi 30. Ngoài ra, Michelle còn là trợ lý trang điểm của những show thời trang như Chris Benz và Michael Kors.

## Hoạt động cá nhân
Năm 2011, Phan cũng sáng lập kênh từ thiện ricebunny nơi cô đăng các đoạn video về cuộc sống hàng ngày của cô. Cô đã đăng 27 video từ 16 tháng hai 2006. Hàng tháng, cô tài trợ tiền cho hai tổ chức từ thiện được lựa chọn trước. Số tiền phụ thuộc vào số lượng người xem video. Cô cũng tạo ra kênh game Adande Throne với tên PressStart.
Cuối tháng 7 năm 2012, Michelle Phan đến Việt Nam lần đầu tiên và có buổi hướng dẫn trang điểm cho một số khách hàng đặc biệt của Lancôme cũng như gặp gỡ người hâm mộ tại thành phố Hồ Chí Minh. Cô cũng nói riêng: "Khuôn mặt châu Á có những nét đẹp rất riêng, việc trang điểm đẹp không phải là trang điểm sao cho "Tây" mà là làm tôn lên những nét đẹp riêng biệt đó".
Vào năm 2013, Michelle hợp tác với hãng mỹ phẩm toàn cầu L'Oreal ra mắt dòng mỹ phẩm mang tên "EM Cosmetics". Tuy nhiên sau gần hai năm hợp tác, vào tháng 10 năm 2015, L'Oreal ngừng hợp tác với Michelle, sau đó cô đã mua lại thương hiệu "EM Cosmetics" và ra mắt thương hiệu dưới quyền của mình cùng nhiều sản phẩm mới được trau chuốt hơn.

### Trang về Michelle Phan
- Official Michelle Phan Website
- Michelle Phan trên Facebook
- Kênh Michelle Phan trên YouTube
- Kênh RiceBunny trên YouTube
- Michelle Phan trên Twitter
- Michelle Phan trên Xanga

### Trang khác
- Youtube makeup sensation visits Vietnam Lưu trữ ngày 4 tháng 8 năm 2012 tại Wayback Machine
- Michelle Phan: "Đừng bao giờ từ bỏ ước mơ!" Lưu trữ ngày 9 tháng 11 năm 2012 tại Wayback Machine